# Rosa Miyake
Rosa Yoshico Miyake Okuhara (Guararapes, 15 de março de 1945) é uma apresentadora, atriz e cantora nipo-brasileira. Conhecida como "a bonequinha da Jovem Guarda" na década de 1960, teve uma carreira promissora na música antes de abandoná-la para focar na televisão. Destacou-se como a primeira descendente de asiáticos a protagonizar uma telenovela no Brasil, Yoshico, um Poema de Amor, em 1967 na TV Tupi.

## Biografia
Filha dos imigrantes japoneses Raigo Miyake e Tie Heramatsu, Rosa começou a carreira como cantora de música japonesa, obtendo muito sucesso em São Paulo, tanto por seu talento como por sua beleza exótica. 
Durante a década de 1960, no auge da Jovem Guarda, seu repertório procurou atingir o público jovem em geral, saindo do nicho do público nipo-brasileiro. Koei e Mario Okuhara, sócios da Rádio Santo Amaro e da gravadora Astrophone ficaram encantados e fizeram convite para que Rosa gravasse o jingle Urashima Taro, utilizado na propaganda que a empresa de aviação Varig fez para divulgar os primeiros voos diretos entre o Rio de Janeiro e Tóquio. Rosa lançou seus LPs pelas gravadoras Chantecler e Astrophone. 
Foi atriz protagonista da telenovela Yoshico, um Poema de Amor, que estreou na TV Tupi em janeiro de 1967, sendo a primeira protagonista de telenovelas de origem asiática.
Durante mais de trinta anos, foi apresentadora do programa de variedades Imagens do Japão que, nas noites de sábado e depois nas tardes ou manhãs de domingo, dedicado à colônia japonesa, apresentava seriados e programas variados produzidos no Japão em língua japonesa, além de produção nacional em português, em geral reportagens e entrevistas com personalidades da comunidade nipo-brasileira. O programa foi criado, apresentado e idealizado pelo saudoso ex-radialista e jornalista Mario Okuhara no dia 30 de outubro de 1970 na rede Tupi passando depois para a Rede Bandeirantes de Televisão e para outras emissoras, pela Rede Imagens do Japão de Televisão via satélite, para todo o Brasil, cobrindo todo o território nacional. O logotipo do programa era uma sigla IMJ. Em uma época sem TV a cabo, o programa imediatamente conquistou uma audiência absolutamente fiel e com bom poder aquisitivo, composta de nipo-brasileiros que buscavam contato com a cultura popular do país onde nasceram ou de onde tinham vindo seus pais e avós. Apesar de ser dirigido para um segmento de mercado muito pequeno e distinto, o programa também era assistido e admirado fora da comunidade nipo-brasileira, tanto que muitas pessoas tiveram seu primeiro contato com a cultura japonesa através deste programa. O programa Imagens do Japão também teve variações de horários na TV brasileira aos sábados à noite ou aos domingos à tarde ou manhã, com o apoio, colaboração, oferecimento e por gentileza de empresas como a saudosa Varig, General Motors, Citizen, Kenko Patto, Ajinomoto, Guaraná Antarctica e Yakult, entre outras empresas. O programa foi realizado e produzido nos estúdios da M. Okuhara TV Produções Ltda. no bairro da Liberdade e co-produzido e co-realizado no 3° ou 1°,.8° andar do prédio da Fundação Cásper Líbero.
Nos anos 70, Rosa Miyake chegou recebeu Roberto Carlos no programa "Imagens do Japão", eles eram muito amigos nessa época. Nesse programa Roberto cantou em japonês a canção "Sukiyaki", que a própria Rosa lhe ensinou, como contou no livro Rosa da Liberdade, a história da Rosa Miyake e do programa de TV Imagens do Japão.
"Um dia, Mario Okuhara, meu empresário, chamou Roberto Carlos para se apresentar na rádio Santo Amaro. E eu teria que ensinar o Roberto a cantar em japonês! Imagine… Ensinei o "Sukiyaki". Ele colocou a letra da música coladinha no violão e tocou tão lindo. A plateia aplaudiu de pé. O Roberto Carlos cantando em japonês! E eu fiquei feliz porque eu é quem tinha ensinado."
Novamente, Rosa voltou a vida artística, participando do quadro Imagens Curiosas do Japão, do programa Você É Curioso?, da Rádio Bandeirantes São Paulo, em homenagem ao saudoso programa "Imagens do Japão". 
Em 12 de maio de 2018, Mario Jun Okuhara, substituindo sua mãe, Rosa Miyake, estreou um novo quadro, chamado Mais 81. Em 15 de março de 2019 estreou a versão estendida do Mais 81, chamado #plus81, em que Mario Jun Okuhara recebe convidados nos estúdios da IMJ Produções. 
Rosa Miyake chegou a gravar "Otomodachi No Koibito", uma versão em japonês da canção "Namoradinha de um amigo meu" de Roberto Carlos.

## Filmografia

### Televisão
| Ano       | Título                    | Cargo         |
| --------- | ------------------------- | ------------- |
| 1967      | Yoshico, um Poema de Amor | Yoshico       |
| 1970–2008 | Imagens do Brasil         | Apresentadora |

### Cinema
| Ano  | Título               | Personagem |
| ---- | -------------------- | ---------- |
| 1964 | Meu Japão Brasileiro | Liu        |

## Rádio
| Ano       | Título          | Cargo         | Rádio              |
| --------- | --------------- | ------------- | ------------------ |
| 1968–1969 | Conexão Japão   | Apresentadora | Rádio Nova Morada  |
| 2015–2016 | Você É Curioso? | Colunista     | Rádio Bandeirantes |

## Discografia

### Álbuns de estúdio
| Álbum                             | Detalhes                                                             |
| --------------------------------- | -------------------------------------------------------------------- |
| Hana No Stage (花のステージ)      | - Lançamento: 1965 - Formatos: LP - Gravadora: Astrophone            |
| Bye Bye, Querido (恋のバイバイ)   | - Lançamento: 1967 - Formatos: LP - Gravadora: Polydor ・ Astrophone |
| Rosa Miyake em Tokyo (イン・東京) | - Lançamento: 1968 - Formatos: LP - Gravadora: Polydor ・ Astrophone |

### EPs
| Álbum                        | Detalhes                                                             |
| ---------------------------- | -------------------------------------------------------------------- |
| A Rosa Japonesa que Canta    | - Lançamento: 1966 - Formatos: LP - Gravadora: Astrophone            |
| A Bonequinha da Jovem Guarda | - Lançamento: 1966 - Formatos: LP - Gravadora: Polydor ・ Astrophone |

### Singles
| Título                                   | Ano  | Álbum                         |
| ---------------------------------------- | ---- | ----------------------------- |
| "Uma Dúzia de Rosas"                     | 1966 | A Bonequinha da Jovem Guarda  |
| "Eu te Amo Mesmo Assim"                  | 1966 | A Bonequinha da Jovem Guarda  |
| "Bye Bye, Querido"                       | 1967 | Bye Bye, Querido              |
| "Uma Noite de Verão" (part. The Maskers) | 1967 | Não adicionado à nenhum álbum |
| "Boa Noite, Meu Bem"                     | 1967 | Não adicionado à nenhum álbum |
| "Não Pude Esquecer"                      | 1968 | Não adicionado à nenhum álbum |
| "Começo do Fim"                          | 1968 | Não adicionado à nenhum álbum |
| "Pobre Pescador (Urashima Taro)"         | 1968 | Rosa Miyake em Tokyo          |
| "Sayonara Sayonara"                      | 1969 | Rosa Miyake em Tokyo          |